# Seni Ngava
Seni Ngava (ur. 14 sierpnia 1988) – salomonoński piłkarz, piłkarz plażowy grający na pozycji napastnika.

## Kariera klubowa
Karierę piłkarską Ngava rozpoczął w klubie Kossa FC. W jego barwach zadebiutował w pierwszej lidze Wysp Salomona w 2010.

## Kariera reprezentacyjna
W reprezentacji Wysp Salomona Ngava zadebiutował w 2011 roku. W 2012 roku wystąpił w Pucharze Narodów Oceanii 2012, który był jednocześnie częścią eliminacji Mistrzostw Świata 2014. Uczestnik Mistrzostw Świata w piłce plażowej 2013.